# أم الشراطيط
أم الشراطيط قرية سورية تقع في محافظة ريف دمشق، تتبع إدارياً لناحية سعسع في منطقة قطنا.
يبلغ تعداد سكان البلدة ؟؟؟ حسب احصاء 2004 م.